# Gheorghe Rohat
 Gheorghe Rohat  (n. 23 ianuarie, 1975, Ploiești) este un fotbalist român retras din activitate.

## Titluri
| Sezon   | Club            | Titlu         |
| ------- | --------------- | ------------- |
| 1997-98 | Astra Ploiești  | Liga II       |
| 2003    | Zimbru Chișinău | Cupa Moldovei |
| 2007-08 | Astra Ploiești  | Liga III      |